# Tramwaje w Boone
Tramwaje w Boone − zlikwidowany system komunikacji tramwajowej w Boone w Stanach Zjednoczonych, działający w latach 1883−1935.

## Historia
Tramwaje konne w Boone uruchomiono w 1883. Linia o długości 2 km połączyła centrum miasta z dworcem kolejowym. Likwidacja tramwajów konnych nastąpiła w 1897. 14 listopada 1899 uruchomiono pierwsze tramwaje elektryczne. W 1906 wybudowano linię podmiejską z Fort Dodge. Miejską sieć tramwajową zamknięto 31 sierpnia 1935. Szerokość toru na liniach wynosiła 1435 mm. 